# Poiocera flaviventris
Poiocera flaviventris är en insektsart som först beskrevs av Ernst Friedrich Germar 1830.  Poiocera flaviventris ingår i släktet Poiocera och familjen lyktstritar. Inga underarter finns listade i Catalogue of Life.